# 机动战士GUNDAM SEED ASTRAY角色列表
機動戰士GUNDAM SEED ASTRAY登場人物列表，包括動畫《機動戰士GUNDAM SEED》的官方外傳《機動戰士GUNDAM SEED ASTRAY系列》的《機動戰士GUNDAM SEED ASTRAY（包括B及R）》、《機動戰士GUNDAM SEED X ASTRAY》、《機動戰士GUNDAM SEED DESTINY ASTRAY》、《機動戰士GUNDAM SEED C.E.73 Δ ASTRAY》、《機動戰士GUNDAM SEED FRAME ASTRAYS》、《機動戰士GUNDAM SEED VS ASTRAY》、《機動戰士GUNDAM SEED DESTINY ASTRAY R》、《機動戰士GUNDAM SEED DESTINY ASTRAY B》、《機動戰士GUNDAM SEED ASTRAY 天空皇女》登場的架空人物。
各人物的登場作品一欄，順序為ASTRAY | X ASTRAY | DESTINY ASTRAY | Δ ASTRAY | FRAME ASTRAYS | VS ASTRAY | DESTINY ASTRAY R| DESTINY ASTRAY B | 天空皇女，有登場的作品為○、未登場為-。另外，年齡僅標記初登場時歲數，隨著作品的展開年齡亦會有所變化。
另外，各人物的聲是由店面公開映像或是相關遊戲作品。

## 主要人物

### 第1作《ASTRAY》
罗·裘尔（Lowe Guele，聲：小野坂昌也）
【性別：男性・自然人 / 年齡：18歲 / 所屬：廢物商 / 駕駛機體：迷惘GUNDAM紅色機、迷惘GUNDAM紅色機改 / 登場作品：○|○|○|○|○|○|○|-|○】
3月26日出生、身高172cm、体重60kg、血型O型，是廢物商的中心人物，對於機械有很深的造詣和技術，是绝对的机械天才，只要一眼就能判断机械的问题所在，就這一方面看來都有天才般的資質。好奇心旺盛，對許多事情都喜歡插一腳（甚至成了煌·大和的救命恩人），雖然很少人能理解，但是有自己的信念。对职业有着崇高追求的热血男儿。他是在垃圾山被人发现的孤儿，原名是“LOVE”，由于输入错误变成“LOWE”，此後便以此為名稱。
最初在奧布殖民衛星中執行回收作業時，與傭兵隊「蛇尾」隊長叢雲劾，同時發現曙光社製作的迷惘紅色機及藍色機，以及金色機遺下的右臂。此後兩人決定每人分得一部機體（藍色機是叢雲劾為了救援夥伴而從羅手中借走，後得贈此機），而紅色機亦成為羅的專用MS。
在《X ASTRAY》中，經過普雷亞·雷腓力所乘搭的宇宙船，其後協助普雷亞·雷腓力取回勇士鋼彈頭部的反中子干擾器。
根據安德魯·包樸菲杜所給予的龍騎兵設計圖，往「天之御柱」製作其系統。
為搭載龍騎兵系統後的勇士鋼彈，以其外形及駕駛員偏離既有道路的理念稱之為「X異端鋼彈」。
在《DESTINY ASTRAY》中，透露曾在創世紀中發現不知名MS的骨架，之後予以修復，並命名為「異端鋼彈非規格機（Astray Outframe）」，後來將此MS贈予傑斯，同時留下「8」協助其駕駛。
在異端鋼彈非規格機被聖約鋼彈大破後，又以非規格機本來設計，重新改修成為「異端鋼彈非規格機D（Astray Outframe D）」。
在《VS ASTRAY》中，跟另一架紅色機以及強風攻擊鋼彈戰鬥，知道圖書館館員的存在。
叢雲劾（Gai Murakumo，聲：井上和彥）
【性別：男性・戰鬥用調整者 / 年齡：26歲 / 所屬：傭兵部隊蛇尾 / 駕駛機體：迷惘GUNDAM藍色機、藍色機 二型G、藍色機 二型L、藍色機 三型、藍色機 二型改、藍色機 四型、藍色機D、劾専用基恩、米別斯、蓋茲、亥伯龍G / 登場作品：○|○|○|-|○|○|○|○|○】
傭兵隊「蛇尾」隊長，曾被聯合軍用作獲取調整者數據，之後為擺脫藥物控制逃走，並開展傭兵生涯。重視同伴，實力非凡，更被稱為「最強的調整者」，實際上其超卓駕駛技術，更多是來自實戰經驗。因此他亦會按照戰局需要，改造專用MS迷惘GUNDAM藍色機。
在《X ASTRAY》中，駕駛異端鋼彈藍色機，搶走勇士鋼彈頭部的傭兵，以便不讓地球聯合軍奪走反中子干擾器有關資料。
因受西蓋爾·克萊茵的委託作為「監視者」，洞悉勇士鋼彈內的反中子干擾器事態的變化，並決定將其處置的方式。
對羅·裘爾接受勇士鋼彈的龍騎兵系統設計圖並沒有異議。
在《VS ASTRAY》中，駕駛藍色機二型改。

#### 薩哈克姊弟
隆德·吉納·薩哈克（Rondo Ghina Sahaku，聲：飛田展男）
【性別：男性・調整者 / 年齡：不明 / 所屬：歐普聯合首長国 / 駕駛機體：迷惘GUNDAM金色機、金色機天 / 登場作品：○|-|-|-|-|-|-|-|○】
歐普五大家族之一薩哈克家族的當家。與阿斯哈一族平起平坐，其養父是GAT計劃和ASTRAY計劃的倡導者，和養父不同的是他反對阿斯哈代表的中立主義；在歐普被地球軍侵略後，和地球聯合簽訂密約後靠自己的力量去重建歐普。
其實是雙胞胎，而且兩姐弟也是調整者，也是作為蜜娜（姐）的替身。
擁有出雲級一號艦出雲號（二號艦是草薙號）和異端鋼彈金色機，將人民視為奴隸看待，並十分鄙視主角羅的存在（即是絆腳石），視他為卑賤的人。
駕駛金色機天與的紅色機激戰，雖然折斷其菊一文字，但是紅色機改用從趕來營救的藍色機二型L給予的戰術複合武裝所變成的巨劍切斷機體右臂後，再被藍色機的破甲者直插駕駛艙而死。
隆德·蜜娜·薩哈克（Rondo Mina Sahaku，聲：勝生真沙子）
【性別：女性・調整者 / 年齡：不明 / 所屬：歐普聯合首長国 / 駕駛機體：迷惘GUNDAM金色機天蜜娜、金色機天蜜娜C / 登場作品：○|○|○|○|○|○|○|-|○】
歐普五大家族之一薩哈克家族的當家。從為了理想而犧牲國民的烏茲米、將國民當作是奴隸的吉納身上看到這並不是身為一國之君的所作所為，蜜娜得出由人民治理國家才是正道。
以「天之御柱」作為根據地，以保留實力不參與地球軍與札夫特軍的戰鬥為首要戰略，與其雙生弟弟的主戰的思想帶有分歧……對殺害吉納的羅帶有輕蔑，曾讓羅他們自由使用「天之御柱」的工廠設施。
在《VS ASTRAY》中，居住在天之御柱，將那裡最為自己的居城居住著，用不同於歐普的方式關注世界進展的超然存在。

### 第2作《X ASTRAY》
普雷亞·雷腓力（Prayer Reverie，聲：小島幸子）
【性別：男性・自然人 / 年齡：不明 / 駕駛機體：勇士鋼彈（X迷惘高達） / 登場作品：○|○|-|-|-|-|-|-|-】
他和札夫特的拉烏·魯·克魯澤一樣，同樣是複製人；他是軍方為了得到擁有擁有過人的空間掌握能力的人而進行複製，原型不詳。（目前只知道是梅比烏斯零式小隊其中一人的複製體）
為了解決地球上的能源問題，接受馬爾其歐導師的指示，前往宇宙奪取勇士鋼彈（Dreadnought Gundam）。
真正身份是地球聯合軍為了得到「過人的空間識別能力」而複製出來的複製人，原型不詳（已知複製對象是過去聯合軍「梅比烏斯零式」部隊的一員）。
由於當時複製技術並非成熟，身體擁有缺陷的端粒，所以身體特別虛弱；與拉烏·魯·克魯澤的情況相近。
由於“不完全複製”的問題，他的壽命已是風中殘燭。不過作為擁有過人的空間掌握能力的人的複製品，他還是能使用勇士鋼彈的龍騎兵系統，這在SEED的世界暫時只知道現存有4個人可以使用這種能力。
他在負責運送勇士鋼彈到地球時，被劾等人奪去反中子干擾器（Neutron Jammer Canceler，簡稱NJC）後，和羅一行相遇並接受其幫忙。後來劾將NJC交還後，面對為搶奪NJC而來的卡納得，他駕駛勇士鋼彈使出龍騎兵系統將其擊退。後來為了潑熄卡納得的怒火，他帶著勇士鋼彈投降，但是卡納得的怒火反而燒得更旺了，之後他駕駛X迷惘（勇士鋼彈的完成型態）使用龍騎兵系統的特殊招數擊敗卡納得的超級亥伯龍，衝往已被損壞的核反應爐的亥伯龍高達，救下想自盡的卡納得。但最後因本身的缺陷，在醒覺的卡納得懷中安然辭世。
卡納得·帕爾斯（Canard Pars，聲：保志總一朗）
【性別：男性・超級調整者 / 年齡：17歲 / 所屬：地球聯合軍歐亞聯邦特務部隊X→傭兵部隊X / 駕駛機體：亥伯龍鋼彈（1号機）、勇士鋼彈H / 登場作品：○|○|○|-|-|○|-|○|○】
「超級調整者」——煌·大和之前的失敗作。在遭受破棄前由響博士（基拉的父親）的一個助手帶走，被地球聯合捕獲，進行了大量的實驗。後來成為歐亞聯盟的亥伯龍高達的駕駛員，性格是“一匹狼”。為了想擊倒基拉·大和成為「完全體」不斷追尋他，並在找到他以前絕不能被打敗。與基拉相反，他既擁有冷靜的一面，也擁有瘋狂的一面。
特務部隊「X」的特務兵。為亥伯龍鋼彈1號機的駕駛員。
在搶奪中子干擾調解器的任務中，他駕駛的亥伯龍被勇士高達的龍騎兵系統所打敗後，以駕駛該機的普雷亞作為挑戰目標。為了再與勇士高達戰鬥，他甚至帶領特務部隊X叛逃後搶奪了大西洋聯邦的中子干擾調解器來強化自己的亥伯龍。在最終決戰中被X迷惘高達（勇士鋼彈完全體）的龍騎兵系統所圍困，突圍失敗後想自盡，但是被普雷亞救回，而普雷亞的遺言讓卡納得醒覺。

### 第3作《DESTINY ASTRAY》
傑斯·布爾（Jess Rabble，聲：上田祐司）
【性別：男性・自然人 / 年齡：20歲 / 職業：記者 / 駕駛機體：雷斯塔、異端鋼彈非規格機、非規格機D / 登場作品：○|-|○|○|-|○|○|-|○|○】
駕駛MS的記者，異端鋼彈非規格機的駕駛
凱特·馬蒂坎（Kaite Madigan，聲：大塚明夫）
【性別：男性・調整者 / 年齡：22歲 / 職業：自由的MS駕駛員 / 駕駛機體：馬蒂坎専用基恩、基恩強襲型、馬蒂坎專用迪因鴉型、正式量產型空中霸王、馬蒂坎專用渣古幻影、異端鋼彈金色機天蜜娜、非規格機、非規格機D、聖約高達、暴雨決鬥鋼彈 / 登場作品：-|-|○|-|-|○|-|-|○】
暴雨決鬥鋼彈的駕駛員，《DESTINY ASTRAY》中與駕駛MS「異端鋼彈非規格機」的記者傑斯·里布爾一同行動的職業MS駕駛員，跟傭兵不同，戰鬥意外的任務也願意接，不過跟MS無關的任務他不會接，不是圖書館員的正式成員。此外還有MS收藏家的一面，連全世界只有一架的試驗機都是他的。
出身自「馬戲團」

### 第4作《Δ ASTRAY》
亞格尼斯·布拉赫（Ergnes Brahe，聲：福山潤）
【性別：男性・調整者 / 年齡：16歲 / 所屬：火星居民 / 駕駛機體：△異端鋼彈、TURN△ / 登場作品：-|-|-|○|-|○|-|-|-】
在《VS ASTRAY》中，逆△鋼彈的駕駛者，因為機體被不明敵人破壞而來找羅。羅將逆△鋼彈的「逆△系統」移植到自己的紅色機改身上。

### 第5作《FRAME ASTRAYS》
特洛亞·諾瓦雷（Trojan Noiret，聲：若山晃久）
【性別：男性・自然人 / 年齡：不明 / 所屬：東亞共和国反政府ゲリラ / 駕駛機體：迷惘高達綠色機 / 登場作品：-|-|-|-|○|○|-|-|○】

### 第9作《天空皇女》
拉絲·溫斯萊特
【性別：女性・調整者 / 年齡：不明 / 所屬：天之御柱 / 駕駛機體：巴古、拉哥、迷惘GUNDAM金色機天哈娜、金色機天照 / 登場作品：-|-|-|-|-|-|-|-|○】
風花·亞哲（聲：小林優）
【性別：女性・自然人 / 年齡：6歲 / 所屬：傭兵部隊蛇尾 / 駕駛機體：迷惘高達金色機天哈娜、金色機天照 / 登場作品：○|○|○|-|○|○|-|○|○】
羅蕾塔帶著的女兒，6歲。是傭兵團重要的成員。曾經作為劾的代表人獨自前往奧布，並與委託人曙光社的艾莉卡訂立契約，因而和羅等人認識。被叢雲劾委託觀察廢物商等人的動向，作為傭兵團裡和廢物商接觸最多的人，她起到了連結雙方的橋樑般的作用。
在《X ASTRAY》中，本身任務結束後，自願繼續停留在廢物商協助普雷亞·雷腓力等人。

## 民間人士

### 廢物商
罗·裘尔
見#第1作《ASTRAY》
山吹树里（聲：倉田雅世（《GUNDAM SEED MSV》、《G世代 OVER WORLD》以後） / 豐口惠（《G世代 SEED》））
【性別：女性・自然人 / 年齡：16歲 / 所屬：廢物商 / 駕駛機體：基邁拉、拉哥原型機 / 登場作品：○|○|○|○|○|○|○|-|○】
11/4出生、AB型，思考细密，但是非常胆小，经常遏制没头没脑的羅，是首位調整者乔治·葛倫的超級粉絲。但當教授帶來「GG船長」--- 實際上是搭載乔治·葛倫腦袋的智能系統後，卻接受不了被增加幽默人格的乔治。
自稱的女朋友
利亚姆·贾菲尔德（聲：速水獎）
【性別：男性・調整者 / 年齡：20歲 / 所屬：廢物商 / 駕駛機體：基邁拉、工程用基恩 / 登場作品：○|○|○|-|-|○|○|-|○】
12/30出生、A型，調整者，有一兄長、自然人的双胞胎哥哥希尼斯特。后来在殖民卫星与哥重逢后送哥哥踏上离开地球圈的道路。此後更成為廢物商會長。
教授（聲：進藤尚美（遊戲） / 折笠愛（宣傳影片））
【性別：女性・自然人 / 年齡：30歲～35歲（正確年齡不明） / 所屬：廢物商 / 登場作品：○|○|○|○|-|○|○|-|○】
8（聲：愛河里花子）
【所屬：根據所有者（罗·裘尔、南島的小朋友們、傑斯·里布爾等） / 駕駛機體：迷惘高達 紅色＆藍色機、基恩、異端鋼彈 非規格機、非規格機D、紅色機改 / 登場作品：○|○|○|○|-|○|○|-|○】
从宇宙空间中漂流的宇宙战斗机中发现的人工智能电脑。實際上是歐普曙光社製作的公事包型量子電腦，由尹·世煥所製作。擁有獨立人格。由于不是当时普及的量子电脑，不受OS電腦病毒影響。所以即使遇到OS中毒失靈，8亦可連接機體電腦，重新奪回MS控制權。
在《DESTINY ASTRAY》中，由於8不肯跟隨羅前往火星，於是羅將8交託予傑斯，途中為傑斯的異端鋼彈非規格機設計出不少新裝備。
GG船長（聲：堀行）
【性別：男性・調整者 / 年齡：- / 所屬：廢物商 / 登場作品：○|○|○|○|○|○|○|-|○】
前身是世上第一位調整者喬治·葛倫 。他在C.E.53年被暗殺後，大腦被狂熱份子建立的「喬治·葛倫 (G.G.) 好友會」取下保存。 C.E.71年 ，教授將裝有他大腦的「G.G.裝置」連接到新·荷姆號的電腦上，把他「復活」，並為他加入了幽默的人格  。復活後擔任新·荷姆號的船長，並透過全息影像與他人互動。由於在加入幽默人格後，言行與樹里心中喬治·葛倫的形象相差太大，未能被後者接受。
朗喜歡稱呼他為「喬治」，他總會回應「叫我船長」。
尹·世煥
【性別：女性・自然人 / 年齡：18歲 / 所屬：廢物商 / 駕駛機體：尹世煥專用雷斯塔/ 登場作品：-|-|○|-|○|○|-|-|-】
前摩根雷堤技術人員，熱衷機械，個性溫吞，總是據自我步調行動，也是個路痴。在奧布攻防戰後期、草薙號逃出時由於動作太慢被單獨留下來。在戰後受到場善後的廢物商邀請而加入其中。她持有愛麗卡主任的五台量子電腦，就連雷斯塔的設計也是藉助了它們的力量。

### 情報屋、記者
肯納夫·魯基尼
【性別：男性・自然人 / 年齡：不明 / 職業：情報屋 / 駕駛機體： / 登場作品：○|○|○|○|-|-|-|-|○】
傑斯·布爾
見#第3作《DESTINY ASTRAY》
馬迪亞斯
【性別：男性・自然人 / 登場作品：-|-|○|-|-|○|-|-|○】
貝爾娜黛特·勒胡
【性別：女性・調整者 / 年齡：22歲 / 所屬：P.L.A.N.T. / 登場作品：-|-|○|-|-|-|-|-|○】

## 傭兵

### 蛇尾
叢雲劾
見#第1作《ASTRAY》
伊萊傑·基爾（聲：鳥海勝美）
【性別：男性・調整者 / 年齡：15歲 / 所屬：傭兵部隊蛇尾 / 駕駛機體：伊萊傑專用基恩、伊萊傑專用基恩改、拉哥原型機、槍擊渣古戰士、伊萊傑專用渣古幻影、旋風救星鋼彈改 / 異名：英雄殺手伊萊傑 / 登場作品：○|○|○|-|○|○|○|○|○】
原本隸屬於札夫特的調整者。雖然擁有非常美麗的容貌，但不知為何，他的身體能力並不具備調整者的特異性。他把這情形視為「自己是徒具外表、沒有內在」，非常在意。
在《DESTINY ASTRAY》中，開始時座機是改造自札夫特軍的薩克，後來機體被威亞奪走，改搭乘威亞留下的旋風救星鋼彈。
羅蕾塔·亞哲（聲：西原久美子）
【性別：女性・自然人 / 年齡：30歲 / 所屬：傭兵部隊蛇尾 / 登場作品：○|○|○|-|○|○|-|○|○】
自然人女性。她是隊上唯一女性，也是有著一個小女兒的單親媽媽。在傭兵間非常受歡迎。她也擁有傭兵的超一流本領，尤其在作戰擬定和爆破任務上更能發揮她卓越的能力。
李德·威勒（聲：宇垣秀成）
【性別：男性・自然人 / 年齡：50歲 / 所屬：傭兵部隊蛇尾 / 登場作品：○|○|○|-|○|○|-|○|○】
身為自然人的前地球聯合士官，有著因酒品差而被迫辭去軍職的過去。可是他在軍中時有很好的人緣，至今在聯合軍內仍然有很有力的管道。也因為這緣故，很擅長情報收集。
風花·亞哲（聲：小林優）
見#第9作《天空皇女》

### 傭兵部隊X
卡納得·帕爾斯
見#第2作《X ASTRAY》
梅利歐爾·比斯特斯
【性別：女性・自然人 / 年齡：不明 / 所屬：前·地球聯合軍歐亞聯邦特務部隊X→傭兵部隊X / 登場作品：-|○|○|-|-|-|-|-|○】
特殊部隊「X」的女士官，是部隊內最了解和關心卡納得的人。
協助並跟隨卡納得·帕爾斯逃離特務部隊「X」。

## 地球聯合軍

### 特殊情報部隊
瑪蒂斯
【性別：女性 / 所屬：地球聯合軍 / 登場作品：-|-|○|-|-|-|-|○|-】
馬迪亞斯的妹妹。在《DESTINY ASTRAY》登場。率領地球聯合軍特殊情報部隊的謎之女性。
伊爾德·喬拉爾
【性別：男性・調整者 / 年齡：不明 / 所屬：地球聯合軍特殊情報部隊 / 駕駛機體：救星鋼彈原型機→救星鋼彈原型機+11 / 登場作品：-|-|○|-|-|○|-|-|○】
《DESTINY ASTRAY》登場。地球聯合軍特務情報局所屬的戰鬥用調整者、救星鋼彈原型機的駕駛員。 代號為「斥候0646（スカウト0646）」。
出身自「馬戲團」

### 其他
巴爾薩姆·阿連得（聲：濱田賢二）
【性別：男性・自然人 / 年齡：不明 / 所屬：地球聯合軍歐亞聯邦 / 駕駛機體：亥伯龍鋼彈（2号機） / 異名：阿爾緹蜜斯的荒鷲 / 登場作品：-|○|-|-|-|-|-|-|-】
原打算追捕逃離部隊的卡納得·帕爾斯等人，但被卡納得·帕爾斯駕駛已被損壞的亥伯龍鋼彈1號機殺死。
摩根·雪佛蘭（聲：大川透）
【性別：男性・自然人 / 年齡：48歲 / 所屬：地球聯合軍歐亞聯邦 / 駕駛機體：線性砲坦克、突擊達加、105砲筒型達加、艾古扎斯 / 異名：月下狂犬】
原為戰車部隊的指揮官，人稱「月下狂犬」，後來轉配至MS駕駛員。
因擁有有線誘導炮的操作能力，所操作的MS則使用原屬穆·拉·福拉卡的有線誘導炮背包。
《MSV》角色，有登場於《SEED DESTINY ASTRAY》
珍·休斯頓（聲：冬馬由美）
《MSV》角色，有登場於《SEED DESTINY ASTRAY》
蕾娜·伊梅里亞
《MSV》角色，有登場於《SEED DESTINY ASTRAY》
斥候0984
《MSV》角色，有登場於《SEED DESTINY ASTRAY》
愛德華·哈勒森（聲：松本保典）
【性別：男性・自然人 / 年齡：28歲 / 所屬：地球聯合軍大西洋聯邦 / 駕駛機體：先鋒式、突擊達加、決鬥達加、獵殺高達制式機、巨劍型瘟神 / 異名：開膛手愛德】
《MSV》角色，有登場於《SEED DESTINY ASTRAY》

## 札夫特
古德·威亞（聲：白鳥哲）
【性別：男性・調整者 / 年齡：不明 / 所屬：札夫特 / 駕駛機體：威亞専用基恩 / 登場作品：○|-|-|-|-|-|-|-|-】
有「札夫特的英雄」這個外號，與伊萊傑·基爾為好友。
寇特尼·歇洛尼姆特
【性別：男性・調整者 / 年齡：20歲 / 所屬：P.L.A.N.T. / 駕駛機體：勇士高達、渣古量產試作型、混沌高達原型機、混沌高達、命運型衝擊高達3号機 / 登場作品：-|-|○|-|-|-|-|-|-】
馬列·斯特勞
【性別：男性・調整者 / 年齡：不明 / 所屬：札夫特 / 駕駛機體：深淵高達、命運型衝擊高達1号機 / 登場作品：-|-|○|-|-|-|-|-|-】
米哈爾·寇斯特（聲：私市淳）
【性別：男性・調整者 / 年齡：25歲 / 所屬：札夫特 / 駕駛機體：高機動型基恩、醫院渣古戰士 / 異名：醫生】
MS駕駛員，亦為醫生。喜歡把戰場比喻為「患處」、敵人比喻為「病」，所以綽號被人稱作「醫生」。
原打算奪回被普雷亞·雷腓力等人帶走的中子干擾器，但因特務部隊「X」的介入，其精銳部隊被全滅。
《MSV》角色，有登場於《SEED DESTINY ASTRAY》、《Δ ASTRAY》
志保·哈尼夫斯
《MSV》角色，有登場於《SEED DESTINY ASTRAY》
莉卡·席塔
《MSV》角色，有登場於《SEED DESTINY ASTRAY》
艾札克·瑪烏
《SEED》角色，有登場於《Δ ASTRAY》

## 火星住民
亞格尼斯·布拉赫
見#第4作《Δ ASTRAY》
塞托娜·溫特
【性別：女性・調整者 / 年齡：13歲（戶籍上為18歲） / 駕駛機體：TURN△ / 登場作品：-|-|○|○|-|-|-|-|○】
納厄·赫歇爾
【性別：男性・調整者 / 年齡：19歲 / 所屬：火星住民 / 駕駛機體： / 登場作品：-|-|-|○|-|-|-|-|-】
迪亞哥·羅威爾
【性別：男性・調整者 / 年齡：16歲 / 所屬：火星住民 / 駕駛機體：迷惘GUNDAM紅色機 MJ、火星裝甲 / 登場作品：-|-|○|○|-|-|○|-|-】

## 圖書館員
ND HE
【性別：男性・ / 年齡：- / 所屬：圖書館員 / 駕駛機體：強風攻擊鋼彈 / 登場作品：-|-|-|-|-|○|-|-|○】
強風攻擊鋼彈的駕駛員，真面目完全不明的複製人，帶著全罩式面具。身上的衣服顯是他是聯合軍的人物，當他脫下面具時，在圖書館員的成員中引起的感情變化更難以預料。在最新劇情中，與吉納出動后，被吉納識破真身為叢雲劾的複製人。
普雷亞·雷腓力（複製人）
【性別：男性・ / 年齡：- / 所屬：圖書館員 / 駕駛機體：吹雪天帝鋼彈 / 登場作品：-|-|-|-|-|○|-|○|-】
圖書館員最高司書官，與《X ASTRAY》的主角同名同姓，但以長大後的面貌登場，推測可能是藉由複製人技術復活，吹雪天帝鋼彈的駕駛員，身上的衣服傳得十分像《DESTINY ASTRAY》中消滅氏族的馬迪亞斯相同，跟《X ASTRAY》中的普雷亞一樣，有盡量避免戰鬥的傾向。
費尼斯·索希斯
【性別：男性・戰鬥用調整者 / 年齡：不明 / 所屬：圖書館員 / 駕駛機體：雹陣暴風鋼彈 / 登場作品：-|-|-|-|-|○|-|-|○】
雹陣暴風鋼彈的駕駛員，戰鬥用的人造調整者「索希斯」的其中一人，他們都具有相同的容顏以及表情欠缺變化的共通點，但是費尼斯的感情起伏，與一般「索希斯」不同能反抗自然人。在「索希斯」中也有保護世界和平的，他們跟這位已經是叛徒的同族毀產生什麼對峙呢？
隆德·吉納·薩哈克（複製人）
【性別：男性・ / 年齡：- / 所屬：圖書館員 / 駕駛機體：異端鋼彈幻惑機、幻惑機 二期型、幻惑機 三期型 / 登場作品：-|-|-|-|-|○|-|-|○】
異端鋼彈幻惑機的駕駛員，藉由複製人技術復活的吉納，對這個世界抱著復仇的怒火，同時對背叛的姊姊蜜娜以及殺害自己的羅與劾抱持著憎恨，是故事中的危險因素。在最新劇情中駕駛的異端幻惑機再次敗給劾的藍色機，戰敗後的他為了復仇將自己肉體加以改造。
蘊·奧（複製人）
【性別：男性・ / 年齡：- / 所屬：圖書館員 / 駕駛機體：異端鋼彈偽紅色機、高機動型基恩2型 / 登場作品：-|-|-|-|-|○|-|○|○】
偽紅色機的駕駛員，是複製人技術以三十歲姿態復活的老人，羅的師父，雖然在圖書館員組織裡，但是似乎想保護羅。後於與莉莉·薩瓦里一戰中戰死。
莉莉·薩瓦里
【性別：女性・調整者 / 年齡：11歲 / 所屬：圖書館員 / 駕駛機體：迷霧電擊鋼彈、金色機天蜜娜、突擊達加、電擊鋼彈（複製機） / 登場作品：-|-|-|-|-|○|-|○|○】
迷霧電擊鋼彈的駕駛員，年輕的女性，雖具有足以匹敵王牌駕駛員的能力，由於年紀過小，因此出現了類似多重人格（精神不安定）的行為，迷霧電擊鋼彈的幻象化粒子瞬移系統只有她才能操控。她穿的是專屬的駕駛服。跟凱特·馬蒂坎同樣不是複製人。有20個莉莉存在，迷霧電擊鋼彈也有20架，為了保護羅決定駕駛金色機天出擊
古德·威亞（複製人）
【性別：男性・ / 年齡：- / 所屬：圖書館員 / 駕駛機體：旋風救星鋼彈、伊萊傑專用渣古幻影 / 登場作品：-|-|-|-|-|○|-|-|-】
旋風救星鋼彈的駕駛員，在過去因為悲劇而死亡，圖書館利用複製人技術將他姿態復活，他也是人造調整者「索希斯」DNA的原型，目前奪取了伊萊傑的薩克。把自己的座機旋風救星鋼彈留給伊萊傑駕駛。並且脫離圖書館員。

## 其他角色
索希斯（聲：齋賀觀月（セブン、イレブン））
被地球聯合軍所改造而成的戰鬥用調整者。有一系列的複製人。
巴瑞·何（聲：中井和哉）
【性別：男性・自然人 / 年齡：28歲 / 所屬：奧布→三艦同盟→南美獨立軍 / 駕駛機體：M1A異端式、尹專用雷斯塔、突擊達加、迷惘高達綠色機、民用迷惘高達JG特裝型 / 異名：拳神】
《MSV》角色，有登場於《SEED DESTINY ASTRAY》
姜·凱利（聲：中田讓治）
【性別：男性・調整者 / 年齡：41歲 / 所屬：地球聯合軍大西洋聯邦→廢物商→三艦同盟→廢物商 / 駕駛機體：基恩、長達加、M1異端式、M1A異端式 / 異名：閃耀凶星「J」】
《MSV》角色，有登場於《SEED DESTINY ASTRAY》

## 注腳